# Demokrácia (politikai rendszer)
A demokrácia egy szabad társadalom jelentős számú, szavazati joggal rendelkező tagjainak hatalmából eredő politikai rendszer, egy közös területen, ahol hatalmi fékekkel és ellensúlyokkal biztosítják a társadalom jól szabályozott működését, mint például a közhatalom gyakorlóinak kizárólagos hatalomra törésének a megakadályozását, a társadalmi igazságosságot és a jóléti társadalom megvalósulását. A jogosultak közügyek döntéseiben való részvételi módja alapján közvetlen és képviseleti demokráciák létezhetnek.
A demokrácia olyan politikai rendszer, amely a népnek a közügyekben való részvételére épül. Olyan politikai rendszer, melyben a szuverén „nép”, tehát a társadalom összes, teljes jogú tagja – nem egyén, kis csoport vagy a hatalom bizonyos csoportja – igazgatja a közügyeket, beleértve a kormányzást is. Népszerű meghatározása a demokráciának a népuralom, egyenjogúság; az a politikai rendszer, melyben a népé a hatalom. A legtöbb közismert "demokrácia" közös jellegzetessége nem a közvetlen néphatalom, hanem a közhatalom választásának a legitimációja.

## A szó eredete

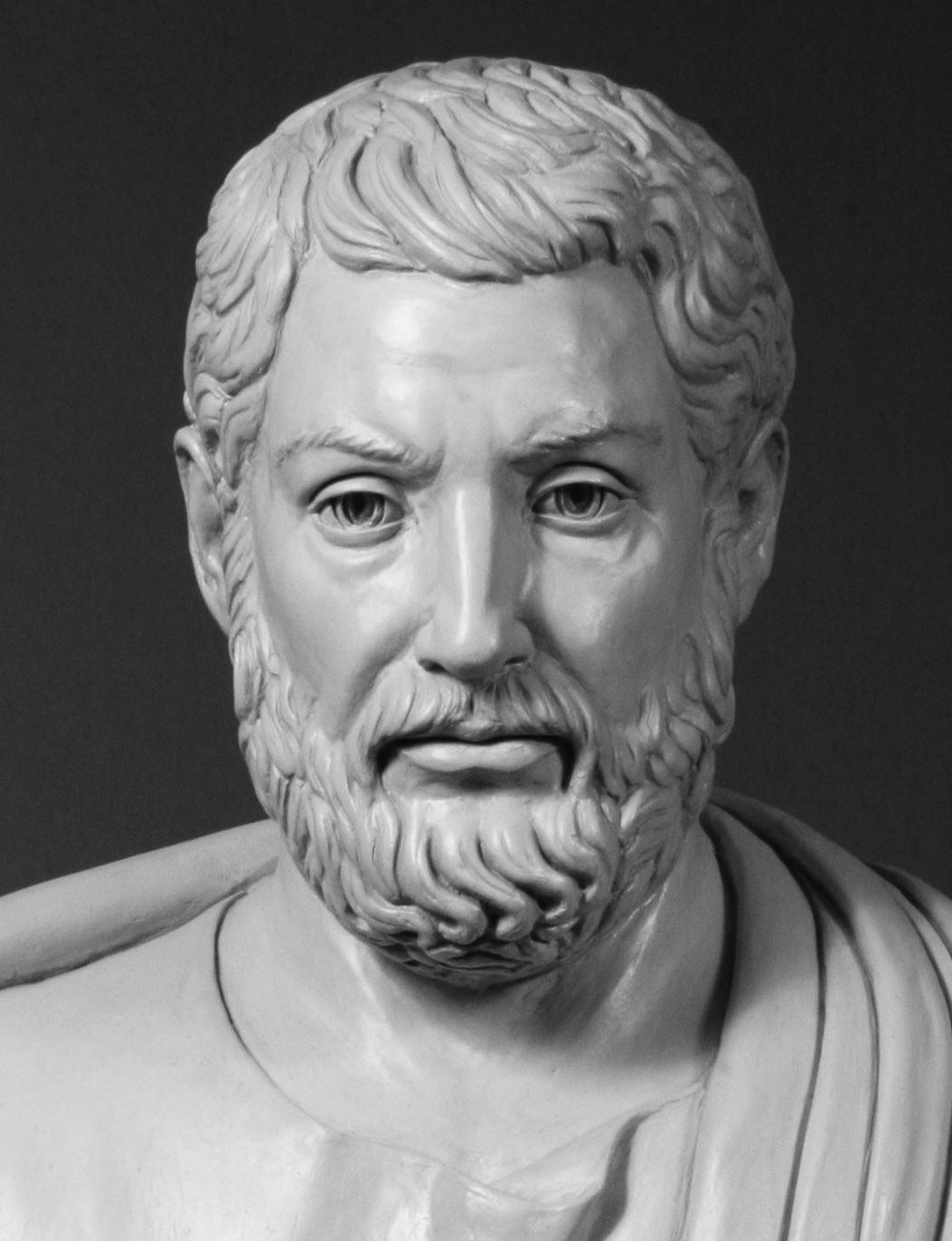
Kleiszthenész, az athéni demokrácia „atyja”

A demokrácia szó az ógörög δημοκρατία (demokratia) szóból származik, jelentése a nép uralma. A szó töve a δημος (démosz) nép szó, a κρατειν (kratein) jelentése uralkodni, a ία (ia) pedig egy képző.

## Története

### Az ókori Görögországban
I.e. 700 körül az ógörög poliszokban az arisztokrácián kívüli társadalmi rétegekből, a gyarmatok révén, sokan meggazdagodtak, majd beleszólást követeltek a poliszok irányításába. Ennek hatására alakultak ki: bulé (tanács), arkhónok tanácsa (areioszpagosz, a polisz vezetőinek tanácsa) héliaia (népbíróság), sztratégoszok (katonai kormányzók) tanácsa. 
Kr. e. 621-ben Drakón arkhón írásba foglalta a szokásjogot, és új törvényeket vezetett be, melyek megszüntették a kiváltságokat. Kr. e. 594-ben Szolónt választották arkhónná, aki bevezette az adósrabszolgaság intézményének eltörlését és a származás helyett a vagyoni helyzet lett a politikai jogok alapja. Először nemzetségi alapon választották a négyszázak tanácsát, majd később négy közigazgatási egységre osztotta a poliszt. A közfeladatokat pedig felosztotta a közintézmények között. Szolónt követően egy időre a politikai rendszer fejlődése a demokrácia irányába megtorpant, sőt önkényuralommá rendeződött vissza. Kleiszthenész Kr. e. 508-ban meghirdetett reformjai a politikai rendszer gyökeres megváltozását hozták. A legfelsőbb hatalom az ekklészia (népgyűlés) kezébe került és a legfontosabb kérdésekben közvetlenül dönthettek. Hozzájuk tartozott a törvényhozás, a háború és béke kérdése. Évente 40 alkalommal ülésezett. 
A reformok egyik célja a politikai rendszer stabilitásának a biztosítása volt: A poliszt tíz közigazgatási egységre osztották, amely biztosította a különböző társadalmi rétegek és területek arányos elosztását és képviseletét. A tisztségviselőket úgy sorsoltak ki. A területek önálló katonai egységekkel rendelkeztek, melynek vezetőjét egy évre választották. A tisztségviselők ellenőrzését folytató intézmény tagjait választásokkal határozták meg. Az esküdtbíróság tagjait szintén sorsolással állapították meg. Az önkényuralom újbóli kialakulásának megakadályozására létrehozták a cserépszavazás intézményét is. Az athéni lakosság mindössze tíz százalékának volt politikai joga, de a politikai rendszerük hatására megindult a gazdasági fejlődés, ami a lakosságnak jólétet biztosított. Az i. e. V. század második felében Athén a háborúban vereséget szenvedett és ekkor felszámolták a demokráciát.
A kutatás jelenlegi álláspontja a demokráciát nem tartja az ókori görögség jellegzetes rendszerének, sőt kifejezetten ritka előfordulásával számol. Németh György közel hétszáz görög polisz tüzetes vizsgálata után mindössze tizenháromban talált demokráciát, azok zöme is Athén befolyása alá tartozott.

### Az ókori Rómában
I. e. 5.–1. században a Római Köztársaságban centuriák szerint szerveződött a comitia centuriata, a vagyoni helyzet szerint besorolt polgárok népgyűlése, mely a városfalon kívül, a Mars-mezőn gyűlt össze a legfőbb hivatalnokok rendelkezésére. Feladata volt a magasabb rangú hivatalnokok (consulok, censorok, praetorok) megválasztása, a senatus által hozott törvények szentesítése, a döntés háború és béke ügyében, és a büntetőbíráskodás. A római népgyűlés a közvetlen demokrácia egyik megnyilvánulási formájának tekinthető.
Jóllehet Polübiosz a köztársasági államrendet kevert államformaként jellemezte, a korabeli Róma leginkább arisztokráciaként írható le (a szenátori rendet jelölő optimata kifejezés a legjobb jelentésű aristosnak feleltethető meg).

### Svájcban
A Svájci Konföderáció első formája már a 13. század végén létrejött három völgy szövetségével. A 14. század végére fokozatosan a szövetség nyolc tagra (kantonra) bővült. A három őskantonban a teljes jogú és szabad polgárok népgyűléseken intézték a legfontosabb közügyeket. A többi kantonban a városi polgárság intézte a közügyeket, a vidéki lakosságot ebből kizárta. A 16. század elejére a kantonok száma 13-ra bővült. Három kantonban a 17. században arisztokratikus hatalomgyakorlás működött. Néhányban pedig félig arisztokratikus, ahol a vidéket zárták ki a közjogból. Hat kanton megőrizte demokratikus rendszerét, közügyeit továbbra is népgyűléseken intézte. A szövetség ügyeit a diétán a kantonok küldöttei intézték, az összehívó pedig rendezte és vezette az ülést. Idővel a diéta megszervezése évenkénti rendszerességgel Zürichbe került. A diéta jogköre korlátozva volt, főleg a kantonok közös ügyeire összpontosult.
A kantonok függetlensége, a követeiknek adott ellentmondásos utasítások, valamint a városok és a vidék ellentétei zavargásokhoz vezettek. Részben emiatt a lázadók 1798-ban a francia hadsereg segítségét kérték a berni zsarnokok ellen, az összecsapás a svájci szövetség vereségével végződött. A terület nemzetiségi és vallási sokszínűsége, valamint a kantonok ellenállása miatt nem sikerült a Francia Köztársaság mintájára egy egységes és oszthatatlan Helvét Köztársaságot létrehozniuk. A kantonok közös intézménye újra a diéta lett és évente más kantonban ülésezett. Mindig az a kanton elnökölt, ahol a diéta ülésezett. A 19. század elején Svájc újabb hat kantonnal bővült. 1815-ben a bécsi kongresszus elismerte a szövetség függetlenségét, így a konföderációban a kantonok száma 22-re emelkedett. Az 1830-as években 12 arisztokratikus kanton demokratikus irányba módosította a politikai rendszerét, kinyilvánította a népszuverenitás elvét, valamint a magánjogi és politikai egyenlőséget. 1833-tól 1847-ig politikai majd vallási zavargások jellemezték Svájcot és három kanton két-két részre szakadt. Ezek hatására 1848-ban elfogadták az alkotmányt.
Az államszövetség központi hatalommal is rendelkező szövetségi állammá alakult. Az alkotmányban megosztják a hatalmat a kantonok és a szövetségi állam között, intézmény-, választási és döntéshozatali rendszerüket. A kantonok egy részében népgyűlésen, a többiben a népszavazások által korlátozott képviseleti rendszer alapján gyakorolják a hatalmat. Az egyes kantonokban a közintézmények sajátos módon vannak szervezve, összetételük, választási módjuk, jogkörük és tanácskozási rendjük sem egyforma. Például a kormányok tagjait általában közvetlenül a nép választja, összeállításánál a kisebbségi pártokat is figyelembe kell venni, és a választó kérelmére némely kormány tagjai leválhatók. A főbb köztisztviselőket is a nép választja. A bíróság tagjává választható minden teljes jogú polgár. A szavazati jog gyakorlása némely kantonban kötelező.
A törvényhozás terén az utolsó szó jogát a népnek biztosítja. Az ország egyik legrégibb intézménye a hadsereg, ahol 20-tól 32 éves korig kötelező a katonai szolgálat, amelynek az alapja az évenkénti újraképzés. A tartalék seregbe a 32-40, a második tartalék seregbe pedig a 40-48 év közöttiek tartoznak. A tiszteknél ez a korhatár magasabb. A csapattiszteket zászlóaljparancsnokig a kantonok nevezik ki, a felsőbb rangúakat pedig a szövetségi kormány. Az idegenekkel szemben védik saját közösségüket, ezért feltételrendszert alakítottak ki arra, hogy bárki idegen a település (község) teljes jogú polgára lehessen. Ennek elérése egyúttal az érintett kanton és Svájc állampolgárságának a megszerzését is jelenti. A hadsereg jól szervezett és gyorsan mozgósítható. 1874-ben újabb alkotmányt fogadnak el, amely bizonyos kérdéseket szövetségi szinten egységesít. 1921 után a szövetségi alkotmányt több alkalommal módosították, biztosították a népi kezdeményezés jogát, arányos (proporcionális) választási rendszert vezettek be a nemzeti tanács megválasztásához és kezdeményezhető (fakultatív) népszavazás a nemzetközi szerződésekre.
1949 óta népszavazást kell tartani a rendkívüli rendeletek jóváhagyására. Svájcban 1971-ben kaptak választójogot a nők, illetve választhattak a férfiakkal azonos feltételek között. 1977-ben tovább szélesedett a népszavazások tárgyköre. Jura kanton 1978-ban népszavazás útján vált a szövetség tagjává.
2003-ban az alkotmány átdolgozása során az általános kezdeményező népszavazás lehetőségét vezették be. A kantonok politikai községekből állnak, melyek egyötödében helyi parlament, a többiben pedig a népgyűlés hozza meg a döntéseket. A központi feladatok mellett különböző mértékben önállóan jogosultak dönteni az iskola- és szociális ügyekben, az energiaellátás, az útépítés, a helységtervezés és az adózás bizonyos kérdéseiben.

### Nyugat- és Közép-Európában

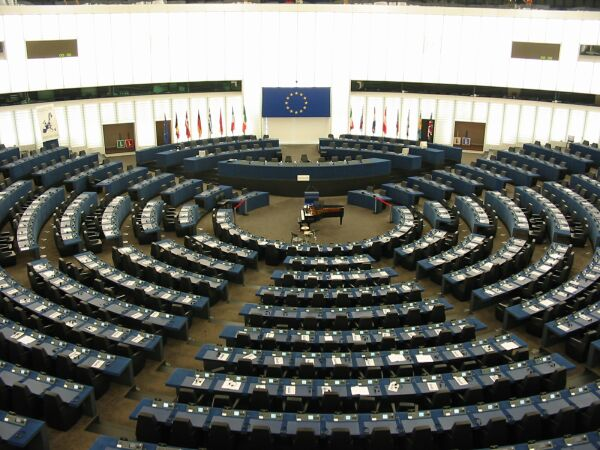
Európai Parlament Strasbourgban

A 13. század fontos fordulópont az európai társadalmak fejlődésében. Megjelent a demokrácia csírája, mely a rendi képviseleten alapuló parlamentarizmus volt. A rendekbe a népesség elenyésző hányada tartozott, ezért a lakosság zömét a rendi képviselet nem illette meg. A „rendek” azonban módosultak a századok során, a politikai jogokkal és döntéshozó képességgel rendelkező lakosság köre lassan bővült a köznemesség, a városi polgárság és egyes európai országokban a szabad parasztság képviseletével. Fokozatosan egyre több politikai döntésben váltak illetékessé a katolikus Nyugat-Európában az országgyűlések. Idetartoztak az ország törvényei is, így a 14–15. század folyamán a rendek egyre nagyobb beleszólást kaptak az ország ügyeibe.
Fontos megjegyezni, hogy a hatalom megosztásának és ellenőrzésének elve, valamint a különféle önkormányzatok megjelenése (városi jogok, egyetemi autonómiák) a nyugati kereszténység területéhez kötődött. Baruch Spinoza a felvilágosodás korának racionalista filozófusa szerint a gondolat- és szólásszabadság csak az állam kárára számolható fel. Az ember, annak érdekében, hogy az állam, mint az emberi biztonság alapvető feltétele létrejöjjön, lemond természeti jogainak egy részéről, ám ez nem jelenti a miénket megillető jogok teljes feladását. A lehetséges legjobb államforma a demokrácia, mert ez közelíti meg leginkább a természeti állapotban élvezett szabadságot. A 16–17. században megerősödtek az egyes monarchiák, Anglia és Franciaország is. 
A megerősödött uralkodók Svédországtól és Dániától Spanyolországig háttérbe szorították a rendeket, megváltoztatták a politikai rendszert. A rendi gyűlés megkérdezése nélkül, autokrata módon irányították az abszolút monarchiákat. A rendek hatalomból való kiszorítását a hatalmi fékek és ellensúlyok hiánya tette lehetővé. Ezzel ellentétes tendenciát találni a Lengyel-Litván Nemzetközösség és a Magyar Királyság területén, melyek választókirályságnak minősültek, létezhettek helyi nemesi önkormányzatok (Magyarországon a vármegyék), a rendek beleszólhattak az államirányításba, illetve a nagy létszámú köznemesség révén a lakosság nagyobb része rendelkezett politikai jogokkal. Jóllehet a „rendi anarchiát” és a „nemesi aranyszabadságot” számos kritika érte, továbbá a köznemesség sok esetben a jelentősebb főurak játékszere volt, a fenti politikai tradíció az 1791-es lengyel alkotmányhoz vezetett, Magyarország vonatkozásában pedig lehetővé tette az osztrák Habsburgok abszolutisztikus kísérleteinek mérséklését.

### Angliában
Az angol parlamentáris monarchia kezdeményei az 1265. esztendőig vezethetők vissza, amikor olyan országgyűlést hívtak össze, melyen minden grófság és város két-két követtel képviseltette magát. Ezt követően az uralkodó akarata ellenére lassan megerősödött a parlamentarizmus és kialakult a két „ház”. A főrendek a „felsőházban” a Lordok Házában, a közrendek követei (képviselői) pedig az „alsó házban” üléseztek.
Az angol demokratikus rendszer fontos pillére a parlamentarizmus, amely a 17. században a hatalmi harcok következtében fokozatosan újra megerősödött. Az 1689. évben A Jogok Nyilatkozatának (Bill of Rights (Anglia)), mint alapszabálynak a parlament általi elfogadása és bevezetése parlamentáris monarchiává tette Angliát, mely szétválasztott bizonyos hatalmi ágakat. Továbbá megosztotta a hatalmi ágakon belüli feladatokat és jogokat, melynek része volt a kölcsönös ellenőrzés, és így megteremtette a demokrácia alapjait. Abban az időben a lakosság kis része rendelkezett szavazati joggal, mert azt a vagyoni helyzethez kötötték. A választás pedig nyílt szavazással történt és a képviseleti megbízások elosztása aránytalan volt. A későbbi időkben a választási rendszert fokozatosan kiszélesítették, a hiányosságait pedig megszüntették. A 18. században politikai rendszerének köszönhető, hogy Anglia megerősödik, és fokozatosan nagyhatalommá válik.

### Az Amerikai Egyesült Államokban
Az 1783-as versailles-i békekötés után az Amerikai Egyesült Államok területén szabadon épült a felvilágosodás eszméinek megfelelő társadalmi (politikai) rendszer. Hatalmi fékek és ellensúlyok rendszerét vezették be: a volt gyarmatokból külön-külön létrejöttek az államok, melyek parlamenttel, felelős kormánnyal és a kormányok élén a közvetlenül választott kormányzókkal rendelkeztek. 1787-ben elfogadták az első kartális (írott formájú) alkotmányt, közösen egy szövetségi államot alkottak, számos jogot megosztottak a hatalom négy szintje között. A hadsereg és diplomácia, a pénzügyek, a kereskedelem szervezése és az adók nagy része szövetségi ellenőrzés alá került. Kétkamarás közös törvényhozással és közvetetten (elektorokkal) négy évre megválasztott elnökkel (kormányfővel) rendelkeztek. Az elnök a törvényhozást is befolyásolhatta, mert ha egy törvényt, legfeljebb három alkalommal, nem fogadott el (megvétózott), akkor a kongresszus mindkét házának kétharmados többséggel kellett azt újra megszavaznia ahhoz, hogy törvényerőre emelkedjen. 
Negyedik alkalommal a vétójog megszűnik. Az elnök csak az alkotmány megsértése esetén felel a kongresszusnak. A hatalmi ágakat a választási rendszerrel és a passzív választójog korlátozásával szétválasztották, ugyanis az elnök, a miniszterek és bármelyik más állami hivatalt viselő személy nem lehet tagja a törvényhozásnak. Az igazságszolgáltatás független a kormánytól és a törvényhozástól. A Legfelső Bíróság érvényen kívül helyezhette azokat a törvényeket, melyek ellentmondtak az alkotmánynak. 1791. december 15-ével lépett hatályba az Amerikai Bill of Rights, annak a tíz alkotmánymódosításnak az összessége, amelyet az Amerikai Egyesült Államok Kongresszusa hozott létre, kiegészítvén az 1787-es alkotmányt. 
A törvények a polgárok számára biztosítanak bizonyos jogokat, mint például a szólás szabadsága, az önrendelkezés, a magántulajdonhoz való jog és a fegyvertartás. A 19. század végi, 20. század eleji időszakban sorra vezették be a népszavazás különböző formáit és a közvetlen demokrácia több más intézményét, mint például a választott tisztségviselők visszahívhatóságát. Az Egyesült Államokban hagyomány, hogy a helyi rendőrség vezetője (seriff) választott tisztviselő. Eredetileg az összlakosság kb. 3-4%-ának volt csak választójoga, később, a 19. század elején a legtöbb állam kiterjesztette a választójogot minden szabad férfira. Az általános választójog bevezetésén kívül a többi szabály ma is érvényes. Az első kartális (írott formájú) alkotmányt 1787-ben az Amerikai Egyesült Államokban fogadták el; ez az alkotmány mintaként szolgált a modern demokráciák számára.

### Franciaországban
Franciaországban az általános rendi gyűlést először 1302-ben hívták össze. A főnemesség, a főpapság rendjéből és a polgárság rendjének küldötteiből állt. Mindegyik rend egy szavazattal rendelkezett. Franciaországban a francia forradalom után, 1789 augusztusában megalkotott Emberi és polgári jogok nyilatkozata deklarálta először (és azóta is maradandóan) az emberi jogok sérthetetlenségét. Társadalmi nyomásra Franciaországban megváltoztatták a politikai rendszert és 1789 őszén 83 hasonló nagyságú megyét hoztak létre. Így kialakult a hatalom három szintje és a következő év elején megtartották a helyi választásokat. Alulról szerveződő helyi önkormányzatokat hoztak létre. 1791. szeptemberére, az alkotmányozásra létrejött Nemzetgyűlés elkészítette az új alkotmányt és Franciaországot alkotmányos monarchiává nyilvánította. 
Az alkotmány alapján a törvényhozói feladatokat az újonnan megválasztott egykamarás Nemzetgyűlés látta el. A választójogot kiterjesztették, mivel csökkentették a szükséges vagyoni küszöböt. A kormány felelősséggel tartozott a Nemzetgyűlésnek. A király kétszer megvétózhatta a törvényjavaslatokat, de ha a törvényhozás továbbra is ragaszkodott hozzá, legkésőbb négy év múlva köteles volt jóváhagyni ezeket, a hatalmi ágakat szétválasztották. 1792. szeptember 20-án összeült az új törvényhozás, a Nemzeti Konvent, és kikiáltotta a köztársaságot. Tagjait minden férfira kiterjedő választójog alapján, nyilvános szavazáson, közvetve, elektorok segítségével választották A forradalom hatására 1793 januárjában halálra ítélték a királyt és kivégezték. Ezt követő királypárti felkelés miatt fokozatosan megszűnt a helyi önkormányzatok hatalma. A jakobinusok fokozatosan egy diktatórikus, központosított államhatalmat építettek ki. 
Franciaországban a hosszú viszályok után csak 1830-ban jött létre az 1791-eshez hasonló, de kevésbé demokratikus alkotmányos monarchia. Ezek után Franciaország az 1980-as évekig egy gyenge helyi önkormányzattal rendelkező, erősen központosított, ország maradt. Az elmúlt évszázadokban többször váltották egymás a politikai rendszerek és az államformák. Napjainkban ötödik köztársaságként működik Franciaország. Alkotmánymódosítást vagy új alkotmány megalkotását referendum hagyja jóvá Franciaországban. Lehetséges a külföldi államokat érintő ügydöntő referendum megtartása is.

### A 20–21. században
| Teljes demokrácia 9.01–10 8.01–9 | Hiányos demokrácia 7.01–8 6.01–7 | Hibrid (átmeneti) rezsim 5.01–6 4.01–5 | Önkényuralmi rezsim 3.01–4 2.01–3 0–2 | Nincs elég adat ? |

Economist Intelligence Unit demokrácia-index térképe 2019-ben
Teljes demokrácia
9.01–10
8.01–9
Hiányos demokrácia
7.01–8
6.01–7
Hibrid (átmeneti) rezsim
5.01–6
4.01–5
Önkényuralmi rezsim
3.01–4
2.01–3
0–2
Nincs elég adat
?

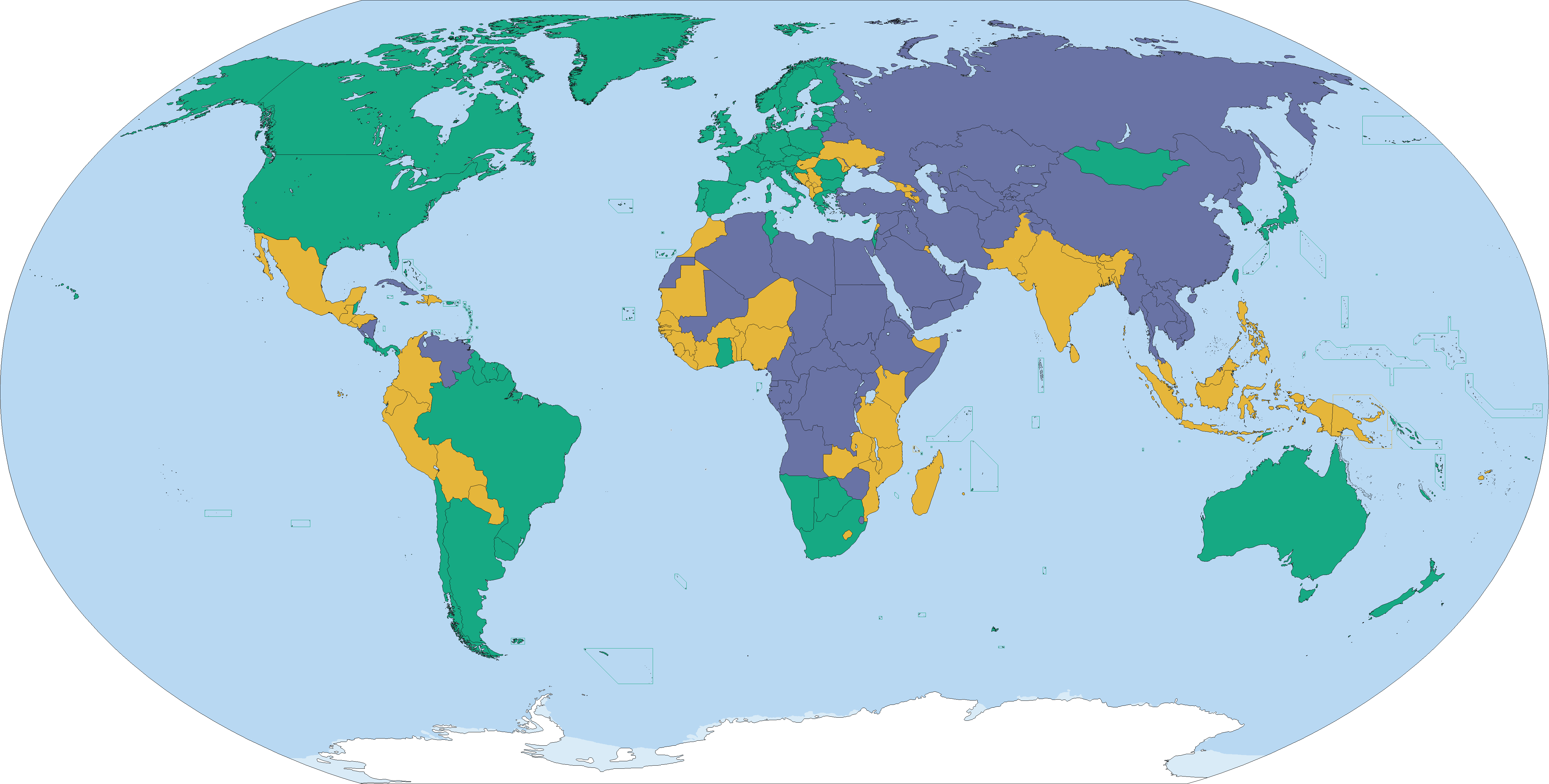
A Freedom House amerikai szervezet 2021-es országjelentése. Az EU-s országok közül egyedül csak Magyarországot sorolta a részlegesen szabad országok közé, a többi a szabad kategóriába került.
Szabad
Részben szabad
Nem szabad

A Göteborgi Egyetem politikatudományi V-Dem Intézetének demokrácia indexe 2023-ban.
(A sötétkék a legjobb értékelés, a fekete a legrosszabb. Magyarország az EU-ban a legrosszabb minősítést; Ukrajnával és Albániával hasonló pontszámot kapott.)
0,800–0,899 pontszám; igen magas szintű demokrácia
0,700–0,799 pontszám
0,600–0,699
0,500–5,99
világszinten átlagos
3,00–3,99
2,00–2,99
1,00–1,99
a demokrácia teljes eltiprása
nincs adat

A nők részvétele a demokratikus hatalomgyakorlásban az általános választójog elterjedésével és csak a 20. században vált általánossá.

#### A demokratikus rendszerek térnyerése
1945-1962. között: Nyugat-Németország, Olaszország, Japán és India.
1975-ben: Görögország, Portugália, Spanyolország és Latin-Amerika.
1990. év környékén: Közép-Európa és Kelet-Európa (volt szocialista tábor).
2003-ra a Föld országainak 63%-a és a világ népességének 70%-a lényegében demokratikus politikai rendszerben élt.

#### Európai Unió
- Az Európai Unió Tanácsának[30] keretében az egyes tagállamok szavazatainak számát a Szerződések állapítják meg. A Szerződések rendelkeznek azokról az esetekről is, amikor a döntéshozatali eljárásban egyszerű többségi, minősített többségi szavazás vagy egyhangúság szükséges.
- Az Európai Bizottság, az Európai Parlament (EP), az Európai Unió Tanácsa három fő döntéshozatali eljárást használ, mégpedig az „együttdöntési eljárást”, a „hozzájárulási eljárást” és a „konzultációs eljárást”.[31]

## Jellemzői

### Hatalmi fékek és ellensúlyok
A fékek és ellensúlyok elve szerint az állam mindegyik ágának (törvényhozó, végrehajtó és bírói testületek) rendelkeznie kell a másik kettő korlátozásával vagy ellenőrzésével, egyensúlyt teremtve a három különálló államhatalom között.
Elméleti síkon a felvilágosodás kora óta alapkövetelmény a hatalmi fékek és ellensúlyok rendszerének az érvényesülése a demokráciában. Széles körű alkalmazása jótékonyan hat a jogállamiságra (korrupció csökkenésére), a felelős közösségi gazdálkodásra, a gazdaság gyorsabb fejlődésére stb. Már az ókori görög demokráciában alkalmazták bizonyos módszereit, legismertebb a cserépszavazás.

#### Valós eszközei
A döntéshozók kötelesek figyelembe venni a döntéshozatalok során a választópolgárok tevékeny többségének a véleményét és az alkotmányt.
1. Az alapszabályok és azt érintő változtatások népszavazás által való jóváhagyása az egyes hatalmi szinteken. Az alapszabály más megnevezésen: alkotmány, alaptörvény, statútum, charta stb.
2. Titkos és rendszeres választásokon a hatalom kizárólag a választók szabad és egyenlően kinyilvánított akaratából származhat.
3. A közjogi méltóságok passzív választójogának választási ciklusainak számszerű korlátozása. A közösségi tisztségek halmozásának a tiltása.
4. A közösség döntéshozói csak az alkotmányból levezethető döntéseket hozhatnak.
5. Érdekcsoportok vétójoga a politikai döntéshozók között.[32]
6. A mindig érvényes és ügydöntő népszavazás, észszerű és gyakori alkalmazhatóságának a lehetősége,[20] a politikai döntés felülbírálhatóságára, új politikai döntés kezdeményezésére és a képviselő visszahívására. Népszavazás kezdeményezésnek előzetes és a döntések utólagos felülvizsgálatának a lehetősége:
  1. az államalakulat alapszabályának módosítása esetében társadalmi igazságosság szempontjából,
  2. az egyéb politikai döntések és kezdeményezések esetében a magasabb szintű jogszabályok alapján.
7. Az egyes hatalmi ágak, mint a közigazgatás, jogszabályalkotás, igazságszolgáltatás, nyilvánosság, társadalmi szervezetek, stb. szétválasztása.
8. A hatalom megosztása helyi, térségi és országos szintekre, valamint a kétkamarás (többlépcsős) jogszabályalkotás bevezetése.

#### Alaki eszközei
A döntéshozók nem kötelesek figyelembe venni a döntéshozatalok során a választópolgárok véleményét.
1. Egyéni vagy népi kezdeményezéssel készülő beadvány.
  1. Országgyűlési biztos panasz alapján vizsgálatot indít, a jogsértőnek talált gyakorlatról a szerv értesítése és a panaszos jogainak képviselete. Az ombudsman nem hozhat kötelező intézkedéseket, nem alkalmazhat jogi szankciókat.
2. A választójoggal rendelkező polgár kifejtheti álláspontját az adott kérdésekben a döntéshozók által készíttetett kérdőíveken, vagy közvélemény-kutatásban.
3. A választott képviselők, és az önkormányzati intézmények számára lehetővé teszi a lakosság elvárásainak, kívánságainak jobb megismerését például lakossági fórumokon.
4. A közösség tagjainak a kérésére ajánlásokkal záruló sajátos vitafolyamatot hoznak létre, ilyen az állampolgári tanács.
5. A nyilvánosság vagy közszféra egy adott társadalom választópolgárok összessége, illetve az az intézményesített társadalmi tér, amelyben ezek a polgárok a gyülekezés, egyesülés és szabad szólás jogát és a politikai intézmények feletti ellenőrzést gyakorolják (közélet).[33]
6. A véleménynyilvánító népszavazás, mely nem köti jogilag a közhatalmat, de mindenképpen befolyásolja döntése tartalmát a választópolgárok azonosuló vagy elutasító véleménye.
7. Közvetlen akciót végrehajtani annyit jelent, hogy az ember(-ek) saját maga tesz valamit a környezetében felmerülő problémák elhárítására, ahelyett, hogy politikusokra vagy bürokratákra várna hogy „segítsenek”.

### További jellemzői
1. Az emberi jogok biztosítása. melyek olyan jogok és szabadságjogok, amelyek minden embert születésüktől fogva egyenlően megilletnek.
2. A jogállam, ahol a közhatalmat a nyilvános és írott jogszabályok tartalmának megfelelően, és a jogszabályokban meghatározott eljárások keretében, arra feljogosított szervezetek és személyek gyakorolják.
3. Az esélyegyenlőség általános alapelvének a betartása.
4. Az ellenzék jogosítványainak tiszteletben tartása.
5. Minden csoport politikai pártot alapíthat, amelyik betartja az alkotmányos elveket.

#### A demokrácia kormányzati rendszereinek alapvető típusai
Az elnöki rendszer a kormányzat és a törvényhozás szétválasztásán alapszik.
A „félelnöki” rendszerben a végrehajtó hatalom megoszlik a kormány és a nagyobb hatalommal bíró köztársasági elnök között. A kormány a törvényhozásnak tartozik felelősséggel, a kormányfő pedig a törvényhozásnak és az elnöknek egyaránt. Az elnöknek módjában áll, rendeletekkel való kormányzás, vagyis a törvényhozás megkerülése.
Parlamentáris rendszerben a törvényhozás többségi része alakíthat kormányt. Itt sérül a hatalmi ágak szétválasztásának az elve.
A direktoriális rendszerben a végrehajtó hatalom a törvényhozás által választott tanács kezében összpontosul, mely mellett ügyvezető kormány működik. Az elnököt évente egymást váltva maguk közül választják. A tanács nem váltható le.

## Osztályozása a döntéshozás feltételei szerint
A demokrácia két alapvető típusa a közvetlen és a közvetett (képviseleti) demokrácia, attól függően, hogy a „nép”, a közösség részvétele hogyan érvényesül a döntéshozatalban.

### Deliberatív demokrácia
A deliberatív demokrácia vagy diskurzív demokrácia a demokrácia egyik típusa, ahol a döntéshozatalban központi szerepe van a nyilvános vitáknak. A konszenzusos döntéshozatalból és a többségi elvből is alkalmaz elemeket. Abban különbözik a hagyományos demokrácia-elméletektől, hogy a hiteles mérlegelés, nem a puszta szavazás az elsődleges forrása a törvény legitimitásának.

### Félig közvetlen demokrácia
A félig közvetlen demokrácia lényege, hogy a közösség minden választójoggal rendelkező tagja részt vehet a közügyek eldöntésében, vagyis az önkormányzásban az adott térségben. A döntéshozatal módszerei a közvetlen, a félig közvetlen és a közvetett. A közvetett döntéseket a jogszabályok alkotói és/vagy a kormányzatok hozzák. A közvetett döntések általában felülbírhatóak közvetlen illetve félig közvetlen döntésekkel. Népi kezdeményezés esetén a folyamat következő szakasza a közvetett döntéshozók megegyezése a népszavazás kezdeményezőivel a jogszabály módosításáról vagy elrendelik a népszavazás. Az érintett térség választójoggal rendelkező lakosai népszavazási kezdeményezésének (iniciatívájának) másik lehetősége a félig közvetlen új döntéshozatal megindítása. A népszavazások kezdeményezéséhez 1-2%-os támogatási küszöböt írnak elő az érintett térség választópolgáraitól. A népszavazás lebonyolítása előtt az ügyet széles körű társadalmi vitára bocsátják, majd minden szavazópolgárt kellő időben, írásban tájékoztatnak a mellette és az ellene szóló érvekről. A népszavazás mindig érvényes és az eredménye kötelező.

### Illiberális demokrácia
Az illiberális demokrácia (konzervatív demokrácia vagy irányított demokrácia, egyes értelmezésekben pszeudodemokrácia, részleges demokrácia, alacsony intenzitású demokrácia, üres demokrácia vagy hibrid rezsim) olyan kormányzati rendszer, melyben a választások ellenére a polgárok nem ismerhetik meg a kormányzati tevékenység jó részét a polgári szabadságjogok nagy fokú korlátozása miatt.

### Irányított vagy gyámkodó demokrácia
Az úgynevezett irányított demokrácia vagy más néven gyámkodó demokrácia, korlátozott demokrácia azt igyekszik elhitetni az állampolgárokkal, hogy az állam működése demokratikus keretek között, demokratikus döntések alapján történik. Ez azonban eszköz a kormányzat kezében, ami valójában egy érdekkörnek, egy kisebbség uralmának manifesztációja. Fehéroroszországban vagy a Lukasenka-pártiakra szavaznak, vagy a Fehérorosz Kommunista Pártra. Az emberek nagy része Lukasenka elitjére szavaz, így biztosítva van Lukasenka kormánya.

### Képviseleti demokrácia
Közvetett, képviseleti demokrácia esetén a nép által közvetlen vagy közvetve választott képviselők hozzák meg bizonyos közügyekkel kapcsolatos döntéseiket, melyeket az alapszabály (alkotmány, törvény, szerződés) behatárol.

### Konszenzusos demokrácia
A megegyezéses, konszenzusos demokráciában közmegegyezésen alapuló, a harmóniára törekvő, nagy társadalmi egyetértés alapján, a különböző csoportok együttműködésével hozzák meg a döntésüket, így megelőzik a későbbi ellentéteket. A megegyezésre ösztönző eszközei: a társadalmi csoportok képviseletének vétójoga, kétkamarás, azonos jogkörű és más összetételű képviselői testületek, a még nem hatályban lévő döntés előzetes vagy a hatályos döntés utólagos törvényességi felülvizsgálata bíróság által vagy a döntést felülbíráló népszavazás.

### Konszociális demokrácia
A konszociális demokrácia (konszociációs, társulásos, csoportarányos, érdekcsoportos demokrácia) a képviseleti demokrácia egyik típusa, amely különböző társadalmi csoportok arányos képviseletén alapul. Megkülönböztetünk területi, etnikai és ideológiai alapot.

### Közvetlen demokrácia
Direkt vagy közvetlen részvételen alapuló demokráciában a közösség minden tagja személyesen részt vehet a közügyek közvetlen eldöntésében. Ennek gyakorlásához szükséges egy népgyűlés (egy kis létszámú tevékeny közösség), vagy a népszavazás jogintézménye.

### Likvid demokrácia
A likvid demokrácia közvetlenül felhasználható vagy bármikor a képviselőre átruházható vagy tőle visszavonható szavazati jog rendszere. Ez egy folytonosan változó szavazati rendszer, ezért nevezik likvid demokráciának.

### Parlamentáris demokrácia
A parlamentáris demokrácia amelyben a törvényhozó és a végrehajtó hatalmi ágak nem különülnek el egyértelműen, a végrehajtó hatalom fölötti ellenőrzést is a törvényhozás látja el (a tényleges végrehajtói hatalommal rendelkező kormányfőt nem közvetlenül választják a választók, hanem a parlament szavaz neki bizalmat).

### Pártmentes demokrácia
Pártmentes demokrácia (vagy pártok nélküli demokrácia) a képviseleti kormányzás egyik lehetséges változata, ahol az általános és időszakosan tartott választások a politikai pártok részvétele, vagy azokra való utalás nélkül zajlanak.

### Részvételi demokrácia
A részvételi (participációs) demokrácia a demokrácia, vagyis a nép közügyekben való részvételének egy olyan megoldása, amikor a választásra jogosultak az eldöntendő ügyekben közvetlenül tudnak véleményt nyilvánítani, illetve részt venni a döntésekben.

### Szabadelvű demokrácia
A liberális demokráciában a működési szabályok értékrendjére a liberalizmus eszmerendszere a jellemző, vagyis az egyén szabadságát jelölik meg legfontosabb politikai célként. Ma már választójogot ad minden felnőtt állampolgárnak nemre, rasszra, nemzetiségre, vallásra, gazdasági státusra való tekintet nélkül. A politikai ellenzéket hagyja szabadon működni. A gazdasági élet alapja a magántulajdon és a magánszerződések. Előnyben részesíti ugyan a kormányzati beavatkozástól mentes szabadpiacot, de bizonyos közjavak esetén meghagyja az állam szerepét.
Felvethető ugyanakkor, hogy a liberális elveknek ellentmondó nagy állam előtérbe kerülése, a redisztributív gazdasági rendszer, a pozitív diszkrimináció növekvő alkalmazása és a választhatóság feltételeibe való állami beavatkozás (pl. a törvényhozó és végrehajtó hatalom összetételének a női kvóta érvényesítésével való változtatása) jelentős eltérést mutat a klasszikus-, illetve gazdasági liberalizmus elveihez képest. Egyes vélemények szerint a liberális demokráciák ideológiája sokkal inkább a balliberalizmus vagy szociálliberalizmus.
Fontos megjegyezni, hogy attól, hogy egy demokrácia liberális, még nem kell feltétlenül a liberalizmus elveit követnie. Így a liberális demokráciákban az is előfordulhat, hogy – többnyire a többség támogatásával – egyes konzervatív elemek beépültek az állam életébe, így például sok liberális demokrácia elutasítja a melegházasságot. Tulajdonképpen a liberális demokráciáknak is vannak fajtái, amelyek közé tartozhat a liberalizmus elveire épülő, de konzervatív elemeket is tartalmazó konzervatív liberális demokrácia, amely nem tagadja meg a liberalizmus alapértékeit, így a szabadságjogokat, de azt egy új, konzervatív köntösbe burkolva adja elő.

### Szovjet demokrácia
A szovjet (népi) demokráciában kizárólag a döntéshozatal hierarchikus jellege és azok egységes végrehajtása érvényesült, így az elv ott valójában a döntéshozó kisebbség diktatórikus hatalomgyakorlásának egyik eszköze.

### Többségi demokrácia
A többségi demokrácia választási rendszere a győztesnek vagy a többséggel rendelkező szövetséges csoportoknak biztosítja egy határozott időre a „népuralmat”. Lényege, hogy döntéshozatalkor mindig az – egyszerű vagy a minősített – többség akarata érvényesül, vagyis ez a „többség zsarnoksága".

## Kritikák

### Az ókori demokrácia kritikája: Platón és Arisztotelész
A demokrácia kritikája először Arisztophanész műveiben jelent meg irodalmi igényességgel. Elsőként bemutatott, Lovagok c. drámájában az athéni demokrácia korrupt, demagóg vezetőjét, Kleónt bírálja, akit ellenlábasai – az athéni politikai elit összetételének és a demokrácia működési mechanizmusának kritikájaként – egy hurkás felléptetésével tudnak legyőzni. A demokrácia szélsőségességé válása vagy a néptömegek hibás döntéseinek bírálata megelőzi Platón írásait.
Platón azon a véleményen volt – és ebben más antik szerzők is követték –, hogy a demokrácia a csőcselék uralma (oklokrácia), azoké, akik a szabadságot megfelelő erények (például mértékletesség) hiányában a szélsőségességig fokozzák, s így a szabadságból szabadosság lesz. Állam című államelméleti műve nyolcadik könyvében megjegyezte, hogy a demokráciában mindenki a gazdagságot és a gyönyört keresi, ami káoszhoz, majd türanniszhoz vezethet. „A szertelen szabadság, úgy látszik, szertelen szolgaságba csap át, magán-, és állami életben egyaránt. […] Hihetőleg a türannisz nem más alkotmányból, de épp a demokráciából születik, a szertelen szabadságból támad a legvégső, legbőszebb szolgaság.”
Platón tanítványa, Arisztotelész a demokráciát az egyenlőség iránti (olykor túlzott) igény szülöttjének tartotta, az egyenlőtlenségre épülő oligarchiával szemben. Politika című művében Arisztotelész a demokráciát, mint „államformát” a közjót szolgáló politeia elfajulásaként értékeli. Mind a demokráciának, mind az ugyancsak negatívan értékelt oligarchiának kiemeli azon lehetséges túlzásait, amelyek forrongáshoz és az „alkotmány” megdőléséhez vezetnek.
„A demokrácia például úgy keletkezett, hogy az egy bizonyos szempontból egyenlőeket általában egyenlőknek vették (azért, mert valamennyien egyformán szabadok, azt gondolják, hogy most már minden tekintetben egyenlőek); az oligarchia pedig abból, hogy azokat, akik csak egyvalamely szempontból nem egyenlőek, általában is egyenlőtleneknek tartják (mivel vagyoni szempontból egyenlőtlenek, általában véve is olyanoknak képzelik őket.)”

### Választójog kiterjesztésének kritikája
A 19. században a konzervativizmus és a klasszikus liberalizmus által egyaránt helyeselt műveltségi és vagyoni cenzus a későbbiekben fokozatosan megszűnt, az első világháború után Európa legtöbb országában bevezették az egyenlő, általános választójogot. A konzervatív politikai elit, mint a két világháború közötti Magyar Királyság vezetőrétege úgy vélte, hogy a választójog kiterjesztése a politikailag tájékozatlan néprétegek előretörésével és komoly belpolitikai krízissel járhat. Teleki Pál szerint „[…] a tekintély elvét, mint önként értetődőt ne önkényként alkalmazzuk, de úgy, hogy ne a számszerűség döntsön a kérdésekben, hanem az arra hivatott és arra jogosult tekintély – tehát nem numerantur, hanem ponderantur – és pedig vélemények és ellenvélemények meghallgatása után, megfontoltan és alaposan.”

### Tomáš Garrigue Masaryk
Egyszer azt mondta a demokráciáról: „A demokráciának megvannak a hibái, mert az emberek sem tökéletesek. Ezért amilyen a mester, úgy mennek dolog.” Valamint: „A demokrácia egy vita.”

### Oswald Spengler
Oswald Spengler úgy vélte, hogy a parlamentáris demokrácia a sajtó által megalkotott illúzió, mely valójában a tőke uralmát szolgálja. „A kétségbeesett harcban, amelyet a világmegváltók és a szabadság megszállottjai a pénz hatalma ellen is folytatnak, az a tragikomikus, hogy ezzel éppen a pénz hatalmát erősítik”; „Egy régi típusú demokrata ma nem sajtószabadságot, hanem a sajtótól való szabadságot követelne.”

### ET Parlamenti Közgyűlése
Európa Tanács Parlamenti Közgyűlése a 2003/1334. sz. határozata a demokráciáról, a többségnemzet és a kisebbségi nemzet párhuzamos nemzetépítéséről: „A demokrácia nem csupán annyit jelent, hogy a többség nézeteinek mindig diadalmaskodnia kell: olyan egyensúlyt kell kialakítani, amely biztosítja a kisebbségekkel szembeni igazságos és megfelelő bánásmódot, és megakadályozza a domináns pozícióval való visszaéléseket."